# Plique-à-jour

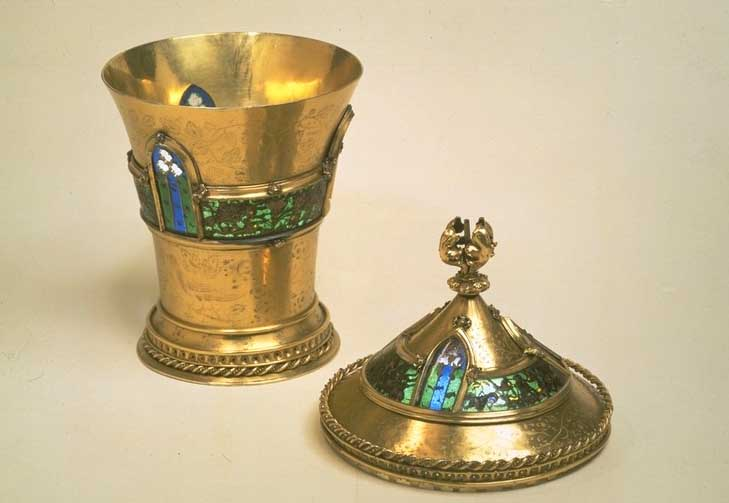
La Coupe de Mérode, seul exemple médiéval de plique-à-jour conservé, v. 1400, V&A Museum (no. 403-1872)

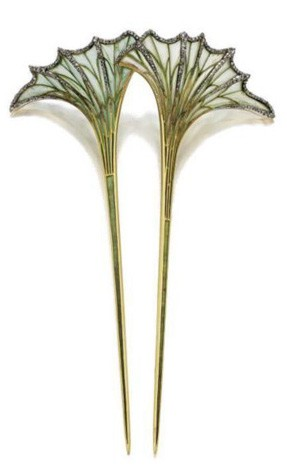
Louis Aucoc : émail de plique-à-jour et sertissage de petits diamants le long des veines, vers 1900

Le plique-à-jour (plique-à-jour, aussi en anglais) est une technique de mise en œuvre de l'émail, semblable à celle du cloisonné, mais sans fond métallique dans son état final, de telle sorte que la lumière peut filtrer à travers l'émail transparent ou translucide. L'effet rendu est celui d'un vitrail miniature et est considéré comme techniquement difficile à obtenir en raison d'un temps important de mise en œuvre (plus de 4 mois par objet) avec un important taux d'échec. La technique est proche du cloisonné, mais comporte l'utilisation d'un fond temporaire, qui, après cuisson, est dissout avec de l'acide ou éliminé par grattage. Une technique différente repose uniquement sur le phénomène de tension superficielle, pour les zones plus petites. Au Japon, la technique est connu sous le nom de shotai-jippo (shotai shippo), et a été retrouvée à partir du XIXe siècle.

## Histoire
Cette technique a été développée dans l'Empire byzantin au IVe siècle apr. J.-C.,. Quelques exemples de plique-à-jour ont survécu dans des icônes géorgiennes. La technique du plique-à-jour a été adoptée par la Rus' de Kiev (un important partenaire d'échanges de Constantinople) ainsi que d'autres techniques de l'émail. En dépit de sa complexité d'exécution, la vaisselle en plique-à-jour (en particulier les bols « kovsh̀ », en forme de bateau) était utilisée par l’aristocratie de la principauté de Kiev. Les artisans russes ont développé de manière significative la technique du plique-à-jour : en plus des alvéoles découpées dans du métal précieux, ils ont travaillé avec des alvéoles faites en fil d'argent. Malheureusement, la technique du plique-à-jour de la Rus' de Kiev a été perdue après l'invasion mongole au XIIIe siècle. Quelques exemples de cette époque sont exposés au Musée Historique de Moscou. 
L'Europe occidentale a adopté la technique de plique-à-jour issue de Byzance (avec des alvéoles découpées dans du métal). Le terme de smalta clara (« émail clair »), qui désigne probablement le plique à jour apparaît en 1295 dans l'inventaire du Pape Boniface VIII et le terme français apparaît à son tour pour la première fois dans des inventaires du XIVe siècle. Benvenuto Cellini (1500–1571) donne une description complète du procédé dans son Traité de l'orfèvrerie et de la sculpture de 1568. Les pièces antérieures au XIXe siècle sont extrêmement rares en raison de leur « extrême fragilité… qui augmente proportionnellement à leur dimension », et de la difficulté de la technique. Les exemples restants « sont presque exclusivement de petites pièces ornementales ». Les plus exceptionnels exemples anciens qui nous sont parvenus sont "les insertions décoratives de la coupe de Mérode (coupe bourguignonne) du début du XVe siècle du Victoria and Albert Museum à Londres, une plaque suisse d'émail en plique-à-jour du début du XVIe siècle représentant la Vierge à l'Enfant et Sainte Anne du Metropolitan Museum of Art de New York, et les huit pinacles surmontant l'avant de la Couronne de saint Étienne en Hongrie". La technique a été perdue aussi bien en Europe occidentale qu'orientale. 
La technique a réapparu à la fin du XIXe siècle par le biais du mouvement de l'orfèvrerie revivaliste, et devint particulièrement populaire en Russie et en Scandinavie. Les œuvres de Pavel Ovchinikov, Ivan Khlebnikov, et d'autres maîtres artisans travaillant pour Fabergé sont de véritables chefs-d’œuvre du plique-à-jour. Les maîtres russes ont travaillé principalement avec la vaisselle. Les orfèvres norvégiens comprennent David Andersen et J. Tostrup à Oslo, et Martin Hummer à Bergen. Des artistes de l'Art nouveau comme 
Fernand Thesmar, 
Louis Aucoc, 
René Lalique
, 
Enguerrand du Suau de la Croix

et d'autres artistes français et allemands ont utilisé de manière prépondérante le plique-à-jour dans les petites pièces d'orfèvrerie ; le Victoria & Albert Museum possède un plateau de 1901 par Eugène Feuillâtre (1870–1916).
Actuellement, l'émail en plique-à-jour n'est toujours pas très utilisé car il est complexe techniquement et surtout à cause de la rupture de transmission de la technique entre les générations d'orfèvres. Pourtant, certaines maisons de luxe (Tiffany & Co. pour l'orfèvrerie, Bulushoff pour l'orfèvrerie et la vaisselle) produisent en nombre limité des objets en plique-à-jour. Des œuvres utilisant la technique du shotai shippo  sont également connues en provenance de Chine et d'Iran.[réf. nécessaire]

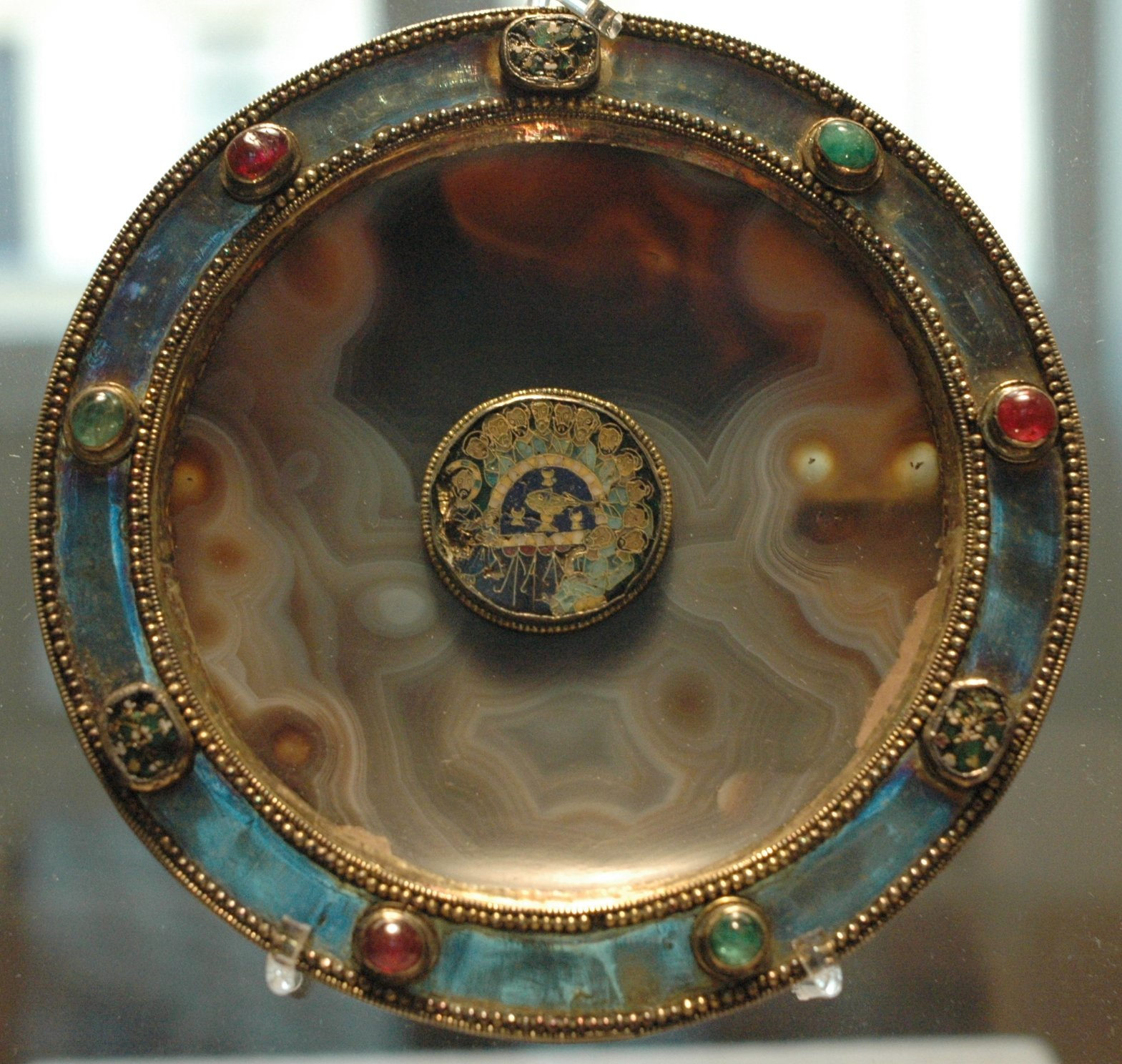
Patène (petite assiette servant à présenter l'hostie avant de la consacrer) en sardoine (VIe–VIIe s.), émail (Constantinople, fin du IXe et début du Xe s.), monture : émaux en plique-à-jour (Paris, v. 1300), argent et cuivre dorés. Musée du Louvre, Département des Arts Décoratifs

## Techniques
Il y a quatre procédés de base pour faire du plique-à-jour :
1. Plique-à-jour en filigrane (« Plique-à-jour russe ») : C'est un procédé selon lequel le dessin voulu est reproduit en utilisant des fils d'or et d'argent qui sont travaillés sur un objet en métal (par exemple un bol). Les fils sont torsadés ou gravés, de façon à obtenir de minuscules motifs supplémentaires. Les fils sont soudés ensemble. Les émaux sont broyés et appliqués dans chaque alvéole créée par le réseau de fils métalliques. La pièce est mise au feu dans un four. Ce procédé est répété jusqu'à ce que toutes les alvéoles soient complètement remplies. D'ordinaire cela demande 15 à 20 répétitions.
2. Plique-à-jour percé (« Plique-à-jour occidental ») : Une feuille d'or ou d'argent est percée et découpée, ajourée selon le dessin désiré. Cela laisse des espaces vides ou « alvéoles » à remplir avec de la poudre d'émail (verre broyé).
3. Shotai shippo (« Plique-à-jour japonais ») : Une couche d'émail clair est mise au feu sur un objet en cuivre. Les cloisons sont mises au feu par-dessus cette couche (comme dans le cloisonné) et les alvéoles ainsi délimitées sont émaillées dans les couleurs voulues. Lorsque l'émaillage est achevé, la base de cuivre est ôtée ne laissant qu'une coquille translucide en plique-à-jour.
4. Cloisonné sur mica : Les alvéoles de métal précieux sont couvertes de mica, qui est retiré par abrasion après l'émaillage.